# Bahabón
Bahabón is een gemeente in de Spaanse provincie Valladolid in de regio Castilië en León met een oppervlakte van 20,87 km². Bahabón telt 123 inwoners (1 januari 2016).

## Demografische ontwikkeling

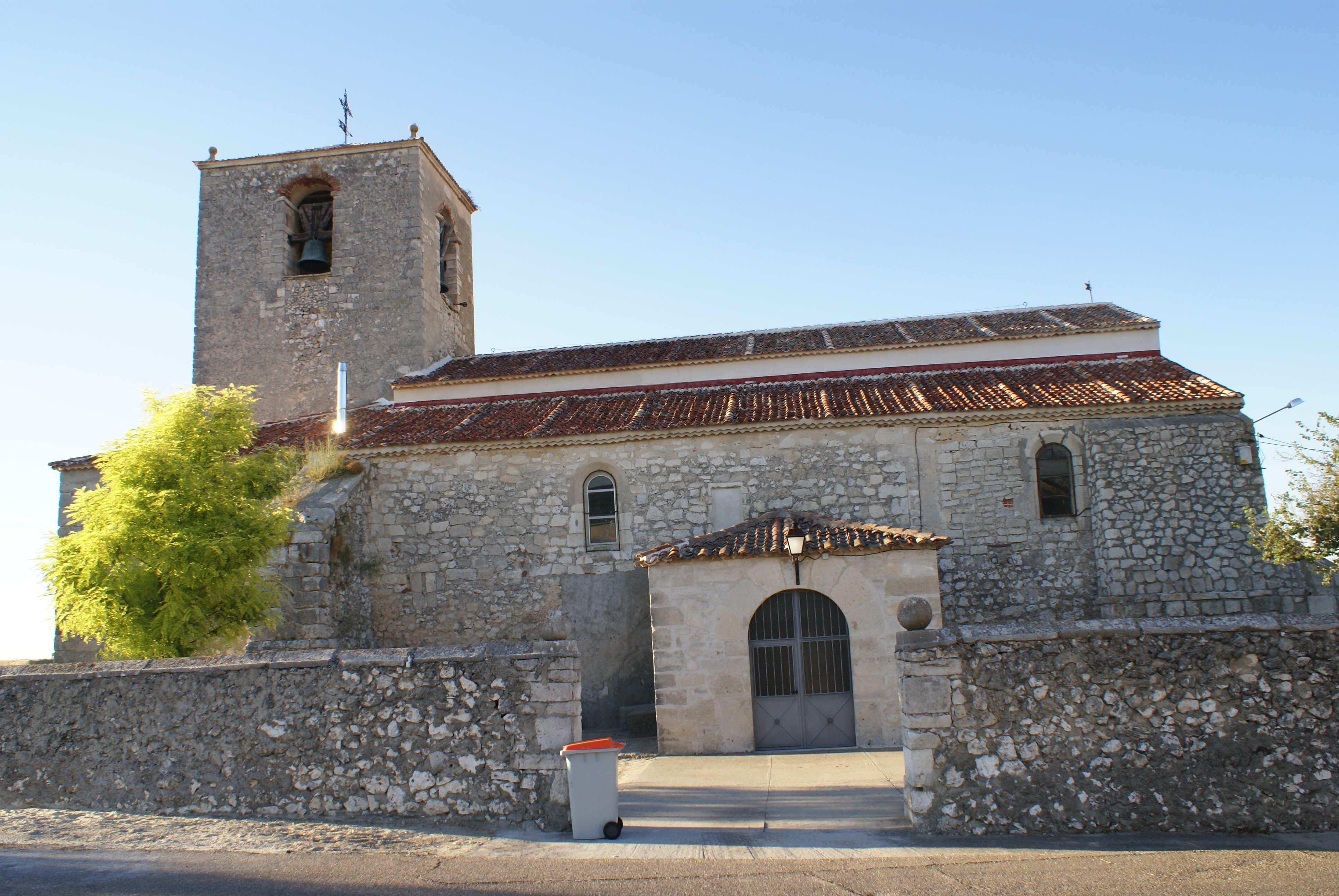
Kerk

Bron: INE, 1857-2011: volkstellingen